# Cécile Dreesmann
Cécile Dreesmann, née le 13 avril 1920 à Amsterdam et morte le 23 avril 1994 à Soest, est une artiste textile néerlandaise connue pour ses broderies innovantes. Elle affectionne particulièrement la soie, ajoutant au travail du fil, des pierres précieuses ou semi-précieuses, créant des volumes, voire des sculptures de fil. Elle a toujours défendu la broderie comme une forme d'art personnel, dans lequel chacun doit trouver sa propre voie. Elle a également publié un nombre de livres sur l'art textile.

## Biographie
Cecilia Antonia Maria Wilhelmina (Cécile) Dreesmann est la cinquième des sept enfants de Willem Dreesmann, l'héritier du groupe de grands magasins Vroom & Dreesmann et de Anna Maria Alphonsa Peek. Elle grandit dans une grande famille catholique aisée mais, dit-elle, peu chaleureuse.
Cécile Dreesmann est une sportive accomplie, championne d'équitation, elle participe aux Jeux olympiques de Tokyo en 1964 pour les Pays-Bas mais un grave accident de ski met fin à sa carrière sportive,.
Cécile Dreesmann a trois enfants avec son premier mari Frits ten Bos, elle se remariera encore deux fois,.
On lui prête également une relation avec le Prince Bernhard des Pays-Bas, époux de la reine Juliana.
Willem Dreesmann, le père, a assemblé une large collection d'art en relation avec la ville d'Amsterdam, et fait de la maison familiale de la rue Johannes Vermeer un musée qu'il ouvre au public en 1950. Il a l'intention de léguer cette collection à la ville d'Amsterdam mais décède inopinément avant d'avoir pris des dispositions en ce sens. À la mort de Willem Dreesmann, la famille est divisée, certains membres, dont Cécile s'opposent à la vente de la collection. Faute d'accord, elle sera mise aux enchères. Les Archives de la ville d'Amsterdam ont acquis la plupart des dessins et gravures, le Musée d'Amsterdam a obtenu la bibliothèque presque complète sur Amsterdam.
Cécile Dreesmann, est décédée le samedi 23 avril 1994, à l'âge de 74 ans dans son logement au-dessus de la maison Anna Paulowna à Soest, qui abrite le musée Cécile Dreesmann.

## Formation
Cécile Dreesmann prend ses premières leçons de broderie auprès de Madame Haver, une couturière à domicile. Elle fréquente d'abord le lycée, puis, sur les conseils de son père, change pour la Hogereburgerschool (HBS, école secondaire) mais, lorsque son père lui conseille ensuite une formation de sténodactylographe, elle se rebelle. Cécile Dreesmann a de l'ambition et aurait pu s'impliquer dans la gestion des magasins familiaux. Mais il n'est pas question de laisser ces responsabilités à une femme et ce sont ses frères qui hériteront des grands magasins de la famille.
Cécile Dreesmann est un élément atypique de la famille. En plus de ses livres sur la broderie, elle publie en 1979, De Mandersens, un roman à clés sur la dynastie des grands magasins. (Mandersens est une anagramme de Dreesmann.) Le livre a provoqué une certaine agitation au sein de la famille lors de sa publication et n'a pas été vendu dans les grands magasins V&D pendant longtemps
Elle est envoyée par ses parents à la pension de famille du Sacré-Cœur à Paris, dans l'espoir d'en faire une femme obéissante.  Elle n'y reste cependant pas longtemps.
Après son accident de ski, elle se rend en Angleterre où elle apprend toutes les techniques, les styles et l'histoire de la broderie au niveau international ainsi que le dessin à la Royal School of Needlework (École royale des travaux d'aiguille) de Londres mais doit interrompre son cursus en raison du déclenchement de la Seconde Guerre mondiale. Elle suit encore une formation à l'Institut für Edelsteinforschung à Idar-Oberstein. Elle prend de plus des cours de dentelle avec Madame Van der Meulen-Nulle.

## Œuvre artistique
Dix ans plus tard, elle fait de la broderie son activité professionnelle, l'enseigne, donne des conférences, écrit des livres et publie des articles dans des revues comme le très exclusif magazine anglais Embroidery. Elle crée des projets pour des maisons de mode et apparaît dans des émissions de radio et de télévision aux Pays-Bas et en Angleterre notamment dans le programme télévisé De Stoel .
Par la suite, elle retourne aux Pays-Bas et habite dans une ferme à Laren, entourée d'animaux, de champs et de tranquillité. Mais elle bouge beaucoup, voyage  à travers le monde pour ses recherches sur l'histoire de la broderie traditionnelle et sa pratique actuelle, vit et travaille dans divers endroits des Pays-Bas et à l'étranger, principalement à Amsterdam où elle a un studio dans la rue Anna van den Vondel et à Laren, mais a aussi un appartement à New York.  À la fin de sa vie, elle vit à Soest.
Son nom est étroitement lié à la broderie. Après des recherches sur l'histoire de cet art et les pratiques dans différents pays, elle développe son propre style. Elle travaille beaucoup la soie, sa matière de prédilection ajoutant des pierres précieuses, des pierres semi-précieuses et d'autres matériaux comme des plumes. Elle travaille les volumes jusqu'à en faire des sculptures. Elle a toujours défendu la broderie comme une forme d'art personnel, dans lequel chacun doit trouver sa propre voie.
Dans son atelier de la rue Anna van den Vondel à Amsterdam, elle réalise ses projets et, avec ses collaborateurs, enseigne l'art de la broderie, écrit et gère ses publications sur le sujet. Elle est en effet, l'auteur de huit livres sur l'histoire et les techniques de broderie, dont l'un est également paru aux États-Unis et qui traite des échantillonneurs d'aujourd'hui.
Ses premières expositions (1961) recueillent des critiques paternalistes, voire sexistes. Son travail artistique est considéré comme un loisir féminin. « ... nous avons regardé avec incrédulité le petit espace d'exposition élégant, mais les chapeaux de thé avec des points étoilés, les lingettes, les serviettes, les bavoirs avec des fleurs et des oiseaux ... ». Elle les accueille avec le sourire et déclare au journaliste :

« L'histoire de la broderie montre que c'est en fait un travail d'homme. Et, dans de nombreux pays orientaux et dans les Balkans, elle est aujourd'hui encore pratiquée par les hommes. Les femmes n'y ont pas leur place, tout au plus peuvent-elles couper les petits fils.  »

et, parfois les opinions évoluent un peu « Ensuite, nous avons su que nous avions découvert quelque chose. Quelque chose à voir avec une civilisation raffinée, un esprit gracieux, une main rêveuse et un sentiment subtil de petites belles choses. ... Les compositions libres, la matière la plus ensoleillée et les pierres précieuses raffinées contribuent à rendre ses rêves élégants tangibles. Une femme au charme Renaissance, qui n'oublie cependant pas qu'elle vit aujourd'hui. ».

## Divers
Elle a inspiré de grands photographes comme Lord Snowdon et Paul Huf (nl) qui a fait un portrait d'elle, conservé aux Archives d'Amsterdam.

## Expositions (sélection)
Au cours de sa vie, elle a exposé son travail à divers endroits  y compris aux États-Unis,.
- 1961 : Borduren met Cécile Dreesmann, exposition dans l'atelier de l'orfèvre Nico Huisman[18].
- 1964 : Te Vuur en te naald. Calendriers, papiers, cartes ... de Cécile Dreesmann, exposition vente, librairie Paul Brinkman[22].
- 1967 : New York[23]
- 1973 : Exposition de sculptures à l'aiguille de Cécile Dreesmann, Laren[24].
- 1979 : Stenen Festijn, (cent des dernières œuvres de l'artiste à l'aiguille) Musée Singer, Laren[25].
- 1990 : sculptures à l'aiguille de Cécile Dreesmann, Château De Hooge Vuursche, Baarn[26]